# جون أ. ماكدويل
جون أ. ماكدويل هو سياسي أمريكي، ولد في 25 سبتمبر 1853 في كيلبوك في الولايات المتحدة، وتوفي في 2 أكتوبر 1927 في كليفلاند في الولايات المتحدة. نشط حزبياً في الحزب الديمقراطي. وقد انتخب عضو مجلس النواب الأمريكي ‏.